# Gattaran
Gattaran is een gemeente in de Filipijnse provincie Cagayan op het eiland Luzon. Bij de laatste census in 2007 had de gemeente ruim 50 duizend inwoners.

## Geografie

### Bestuurlijke indeling
Gattaran is onderverdeeld in de volgende 50 barangays:
| - Abra - Aguiguican - Bangatan Ngagan - Baracaoit - Baraoidan - Barbarit - Basao - Bolos Point - Cabayu - Calaoagan Bassit - Calaoagan Dackel - Capiddigan - Capissayan Norte - Capissayan Sur - Casicallan Norte - Casicallan Sur - Centro Norte | - Centro Sur - Cullit - Cumao - Cunig - Dummun - Fugu - Ganzano - Guising - L. Adviento - Langgan - Lapogan - Mabuno - Nabaccayan - Naddungan - Nagatutuan - Nassiping - Newagac | - Palagao Norte - Palagao Sur - Piña Este - Piña Weste - San Carlos - San Vicente - Santa Ana - Santa Maria - Sidem - T. Elizaga - Tagumay - Takiki - Taligan - Tanglagan - Tubungan Este - Tubungan Weste |

## Demografie
Gattaran had bij de census van 2007 een inwoneraantal van 50.269 mensen. Dit zijn 2.465 mensen (5,2%) meer dan bij de vorige census van 2000. De gemiddelde jaarlijkse groei komt daarmee uit op 0,70%, hetgeen lager is dan het landelijk jaarlijks gemiddelde over deze periode (2,04%). Vergeleken met de census van 1995 is het aantal mensen met 6.235 (14,2%) toegenomen.

De bevolkingsdichtheid van Gattaran was ten tijde van de laatste census, met 50.269 inwoners op 707,5 km², 62,2 mensen per km².